# Il Riccardo/Donna donna donna
Il Riccardo/Donna donna donna è un singolo del cantautore Giorgio Gaber, pubblicato il 18 febbraio 1969. In seguito i due brani verranno inseriti nella raccolta Barbera e champagne (1972).

## Tracce
LATO A
1. Il Riccardo (testo: Umberto Simonetta – musica: Giorgio Gaber)

LATO B
1. Donna donna donna (Giorgio Gaber)